# 马拉迪大区
馬拉迪大區（Région de Maradi）是尼日爾的一個大區，位於該國南部，南鄰尼日利亞。面積38,581平方公里，2001年人口2,235,748人。首府馬拉迪。下分6縣。
1. ↑  . hdi.globaldatalab.org.   [2018-09-13] （英语）.